# Argynnis confluens
Argynnis confluens är en fjärilsart som beskrevs av Arnold Spuler 1901. Argynnis confluens ingår i släktet Argynnis och familjen praktfjärilar. Inga underarter finns listade i Catalogue of Life.